# Paul Raci
Paul Raci (Chicago, Illinois, 7 de abril de 1948) es un actor estadounidense de teatro, cine y televisión. En 2020, fue nominado a los premios BAFTA y los premios Óscar como mejor actor de reparto por su trabajo en Sound of Metal, donde personificó a Joe, el mentor sordo del protagonista.

## Primeros años
Raci nació en Chicago, Illinois, hijo de Laurel y Mitchell Raci. Fue médico de la Armada de los Estados Unidos, y alcanzó el grado de contramaestre de segunda clase (HM2). Entre 1969 y 1973, durante la Guerra de Vietnam, sirvió a bordo del portaviones USS Coral Sea (CVA-43).

## Carrera como actor
Raci comenzó a trabajar como actor en la década de 1980 y se mudó a la ciudad de Los Ángeles en 1990. Durante cuarenta años, realizó varios papeles menores en cine, televisión y teatro, y en 2020 obtuvo su primer semiprotagónico como Joe en Sound of Metal, dirigida por Darius Marder. Por su trabajo, alabado por la crítica, obtuvo el premio de la Sociedad Nacional de Críticos de Cine de Estados Unidos al mejor actor de reparto y fue nominado al Independent Spirit Award, al BAFTA y al Óscar en la misma categoría. Según Marder, varios actores de alto perfil fueron considerados para el papel de Joe, pero el comité de selección se decidió por Raci debido a que sus padres eran sordos y el actor sabe utilizar el lenguaje de señas americano.

## Filmografía

### Cine
| Año  | Título                                 | Papel                         | Notas |
| ---- | -------------------------------------- | ----------------------------- | ----- |
| 1987 | Rent-a-Cop                             | Camarero                      |       |
| 1990 | Smoothtalker                           | Perry                         |       |
| 1993 | Dragon: The Bruce Lee Story            | Hombre malo                   |       |
| 1996 | The Glimmer Man                        | Agente de Asuntos Internos #1 |       |
| 2004 | Fighting Tommy Riley                   | Bob Silver                    |       |
| 2012 | She Wants Me                           | Paparazzi                     |       |
| 2013 | No Ordinary Hero: The SuperDeafy Movie | Rudy Gold                     |       |
| 2019 | Sound of Metal                         | Joe                           |       |
| 2023 | La madre                               | Jons                          |       |
| 2024 | The Secret Art of Human Flight         | Mealworm                      |       |

### Televisión
| Año       | Título                         | Papel                             | Notas                                       |
| --------- | ------------------------------ | --------------------------------- | ------------------------------------------- |
| 1992      | Baywatch                       | Dan                               | Episodio "Big Monday"                       |
| 1992      | L.A. Law                       | Agente Gruber del INS             | Episodio "P.S. Your Shrink Is Dead"         |
| 1995      | Æon Flux                       | Tweeka / Onan                     | 2 episodios; voz                            |
| 1995      | The Marshal                    | Fotógrafo                         | Episodio "These Foolish Things"             |
| 1997–1999 | Todd McFarlane's Spawn         | Voces adicionales                 | 6 episodios                                 |
| 1998      | The Visitor                    | Hombre del traje gris             | Episodio "The Trial"                        |
| 2000      | CSI: Crime Scene Investigation | Operador del detector de mentiras | Episodio "Blood Drops"                      |
| 2002      | ER                             |                                   | Episodio "It's All in Your Head"            |
| 2003      | The Handler                    | Nicky                             | Episodio "Under Color of Law"               |
| 2003      | 10-8: Officers on Duty         | Mánager                           | Episodio "The Wild Bunch"                   |
| 2004      | The Practice                   | Ralph 'Spinny' Spinaci            | Episodio "New Hoods on the Block"           |
| 2006      | Scrubs                         | Hombre ebrio                      | Episodio "My Jiggly Ball"                   |
| 2006      | Las Vegas                      | Kenny Roman                       | Episodio "And Here's Mike with the Weather" |
| 2006      | Lucky Louie                    | Cal                               | Episodio "Drinking"                         |
| 2006      | Heroes                         | Ernie la comadreja                | Episodio "Chapter Six 'Better Halves'"      |
| 2008      | Life                           | Hombre desaliñado                 | Episodio "Jackpot"                          |
| 2009      | Free Radio                     | Hombre sin hogar                  | Episodio "KDOG"                             |
| 2010      | Parks and Recreation           | Eugene                            | Episodio "The Possum"                       |
| 2010      | Persons Unknown                | Sherman Golightly                 | Episodio "And Then There Was One"           |
| 2011      | Switched at Birth              | Intérprete                        | 2 episodios                                 |
| 2012      | Rizzoli & Isles                | Mánager del apartamento           | Episodio "Welcome to the Dollhouse"         |
| 2018      | Goliath                        | Dwight                            | Episodio "Diablo Verde"                     |
| 2019      | Baskets                        | Bart / Baterista de Peter Gabriel | Episodio "Homemakers"                       |

## Premios y nominaciones
| Año  | Premio                                                                | Categoría                        | Obra                     | Resultado | Ref.          |
| ---- | --------------------------------------------------------------------- | -------------------------------- | ------------------------ | --------- | ------------- |
| 1985 | Premios Jeff                                                          | Actor principal – Obra de teatro | Children of a Lesser God | Nominado  | [ 9 ]         |
| 2020 | Premios de la Sociedad de Críticos de Cine de Boston                  | Mejor actor de reparto           | Sound of Metal           | Ganador   | [ 10 ]        |
| 2020 | Premios de la Asociación de Críticos de Cine de Chicago               | Mejor actor de reparto           | Sound of Metal           | Ganador   |               |
| 2020 | Premios del Círculo de Críticos de Cine de Florida                    | Mejor actor de reparto           | Sound of Metal           | Ganador   |               |
| 2020 | Premios de la Asociación de Críticos de Cine de Los Ángeles           | Mejor actor de reparto           | Sound of Metal           | Nominado  | [ 11 ]        |
| 2021 | Premios Óscar                                                         | Mejor actor de reparto           | Sound of Metal           | Nominado  |               |
| 2021 | Premios de la Asociación de Críticos de Cine de Austin                | Mejor actor de reparto           | Sound of Metal           | Nominado  | [ 12 ] [ 13 ] |
| 2021 | Premios BAFTA                                                         | Mejor actor de reparto           | Sound of Metal           | Nominado  | [ 14 ]        |
| 2021 | Premios de la Crítica Cinematográfica                                 | Mejor actor de reparto           | Sound of Metal           | Nominado  | [ 15 ]        |
| 2021 | Premios de la Asociación de Críticos de Cine de Dallas-Fort Worth     | Mejor actor de reparto           | Sound of Metal           | Nominado  | [ 16 ]        |
| 2021 | Premios de la Asociación de Críticos de Cine de Detroit               | Mejor actor de reparto           | Sound of Metal           | Nominado  | [ 17 ]        |
| 2021 | Premios Dorian                                                        | Mejor actor de reparto           | Sound of Metal           | Pendiente | [ 18 ]        |
| 2021 | Premios de la Asociación de Críticos de Cine de Georgia               | Mejor actor de reparto           | Sound of Metal           | Ganador   | [ 19 ]        |
| 2021 | Premios de la Asociación de Críticos de Hollywood                     | Mejor actor de reparto           | Sound of Metal           | Ganador   | [ 20 ]        |
| 2021 | Premios de la Asociación de Críticos de Houston                       | Mejor actor de reparto           | Sound of Metal           | Nominado  |               |
| 2021 | Premios Independent Spirit                                            | Mejor actor de reparto           | Sound of Metal           | Pendiente |               |
| 2021 | Premios del National Board of Review                                  | Mejor actor de reparto           | Sound of Metal           | Ganador   |               |
| 2021 | Premios de la Sociedad Nacional de Críticos de Cine de Estados Unidos | Mejor actor de reparto           | Sound of Metal           | Ganador   |               |
| 2021 | Premios de la Sociedad de Críticos de Cine en Línea                   | Mejor actor de reparto           | Sound of Metal           | Nominado  |               |
| 2021 | Premios de la Asociación de Críticos de Cine de San Diego             | Mejor actor de reparto           | Sound of Metal           | Ganador   |               |
| 2021 | Premios del Círculo de Críticos de Cine de la Bahía de San Francisco  | Mejor actor de reparto           | Sound of Metal           | Ganador   |               |
| 2021 | Premios de la Sociedad de Críticos de Cine de Seattle                 | Mejor actor de reparto           | Sound of Metal           | Nominado  | [ 21 ] [ 22 ] |
| 2021 | Premios de la Asociación de Críticos de Cine de San Luis              | Mejor actor de reparto           | Sound of Metal           | Ganador   |               |
| 2021 | Premios de la Asociación de Críticos de Cine de Toronto               | Mejor actor de reparto           | Sound of Metal           | Nominado  | [ 23 ]        |
| 2021 | Premios de la Asociación de Críticos de Cine de Washington D. C.      | Mejor actor de reparto           | Sound of Metal           | Nominado  |               |